# ギリシャ・ミュンヘン派

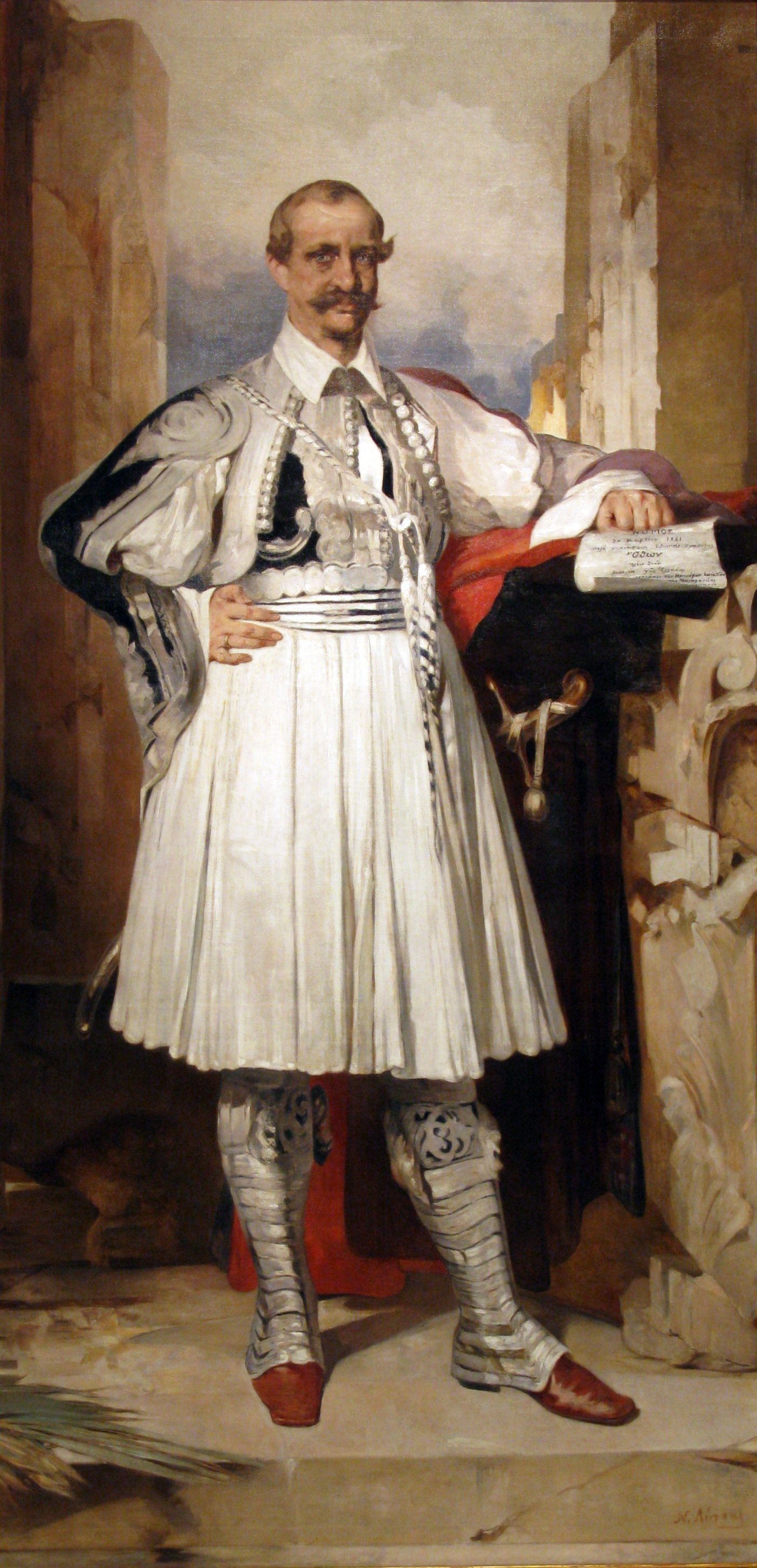
ニキフォロス・リトラス画「オソン1世」

ギリシャ・ミュンヘン派（ギリシャ語:Σχολή του Μονάχου -  ミュンヘン派）は、19世紀のギリシャで、ドイツ、バイエルンのミュンヘン美術院で修業した多くのアーティストたちで、当時の西欧の「アカデミック美術」の影響をギリシャの美術に与えた 。

## 背景
ギリシャ独立戦争によりオスマン帝国から独立し、1830年代にギリシャ王国が成立して、バイエルン王国皇太子オソン1世が国王に迎えられた後、ギリシャ政府は若い芸術家、特に画家たちがミュンヘン美術院で学ぶのを奨励した 。また独立直後のギリシャでは若い画家に仕事のチャンスが少なかったために、国外で働くことは欠かせなかった。当時のミュンヘンはヨーロッパにおける美術の中心のひとつで、19世紀のギリシャの画家たちはミュンヘンを留学先に選んだ。ミュンヘンで学んだ画家たちが、1832年に設立された工芸学校やそこから独立したアテネの美術学校(ギリシア語: Ανωτάτη Σχολή Καλών Τεχνώνς)で教えるようになり、そのスタイルが継承された。また、ニコラオス・ギジスのようにミュンヘンでの活動を選ぶ画家もいた。

## 主な画家
ギリシャ独立後に活動した画家ということで、テオドロス・ヴリザキス(Theodoros Vryzakis:1814–1878)やディオニシオス・ツォコス(Dionysios Tsokos:1820–1862)を含めて論じられることがある。ヴリザキスらはギリシャ独立戦争をテーマに愛国的なテーマを描いた。また独立戦争の海戦も描いたコンスタンティノス・ボラナキス(Konstantinos Volanakis:1837-1907)やイオアニス・アルタモウラス(Ioannis Altamouras:1852–1878)といった海洋画家もいた。
「ギリシャ・ミュンヘン派」の画家の主要なメンバーとしてはニキフォロス・リトラス(Nikiphoros Lytras:1832–1904)、ニコラオス・ギジス( Nikolaos Gysis:1842–1901)、ゲオルギオス・ヤコビディス(Georgios Jacovidis:1853–1932)、ゲオルギオス・ロイロス(Georgios Roilos:1867–1928)があげられ、リトラスは、アカデミック美術だけでなく印象派のスタイルをギリシャに紹介した。ミュンヘンで活動したギジスを除いて、これらの画家はアテネの美術学校で教授を務め、19世紀後半のギリシャ美術を形成した。
その他の画家としては Epameinondas Thomopoulos、Ioannis Koutsis、Stylianos Miliadis、ニコラオス・ヴォコス、イオアニス・ザハリアス、ポリクロニス・レンベシス、スピリドン・ヴィカトス、Nikolaos Davis、Thalia Flora-Karavia、イオアニス・ドゥーカス、Ektor Doukasといった画家が含まれる。
ギリシャにおける、アカデミック美術の教育はペリクレス・パンタジスやニコラオス・リトラス、ゲオルギオス・ロイロス、コンスタンチノス・パルテニスといった19世紀後半生まれの新しいスタイルの画家がギリシャに印象派などの新しい美術のスタイルを紹介したり、アテネの美術学校で教えるようになって終焉した。

## 関連する画家の作品

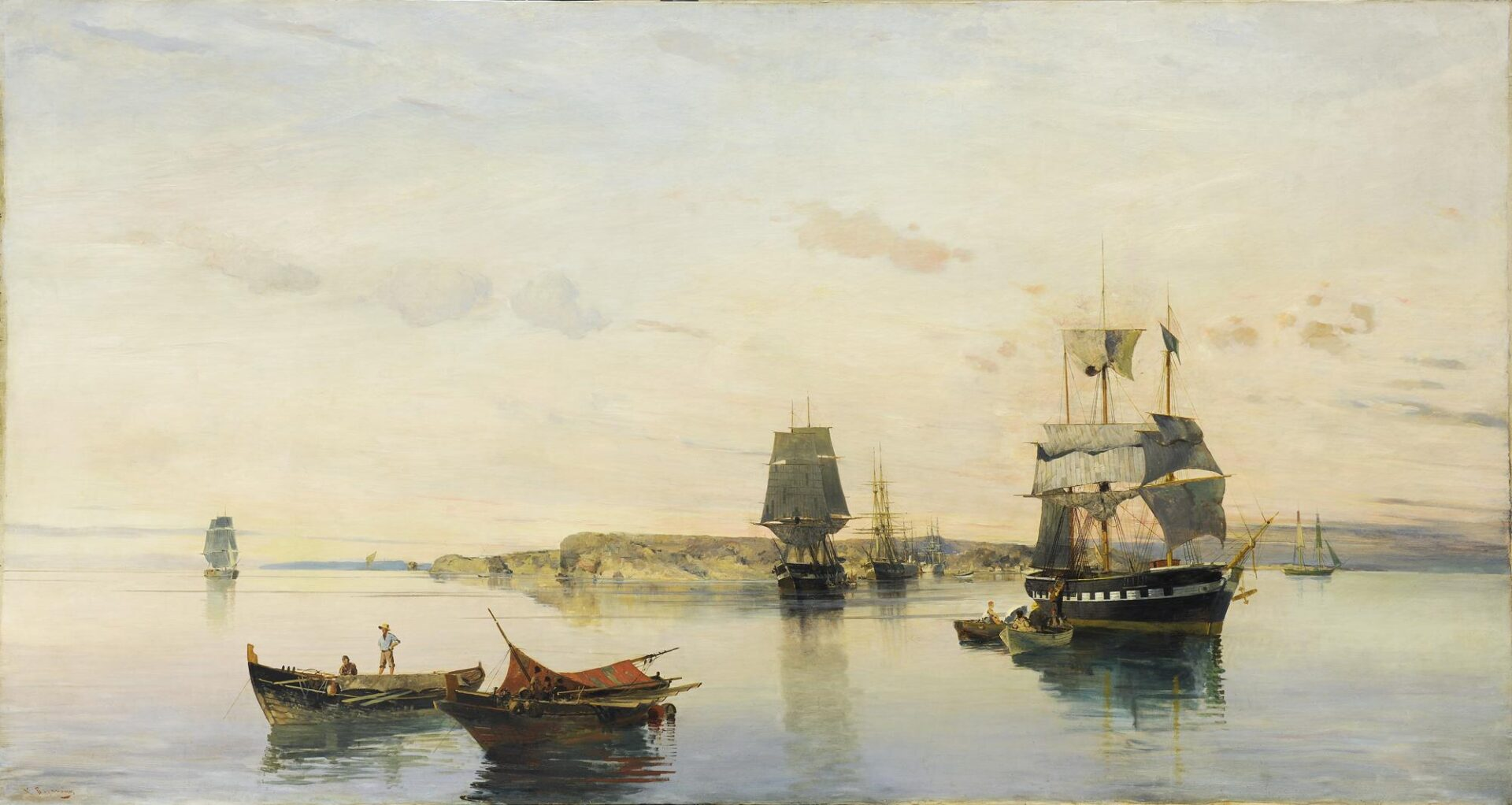
コンスタンティノス・ボラナキス 停泊する船舶 (c.1895)
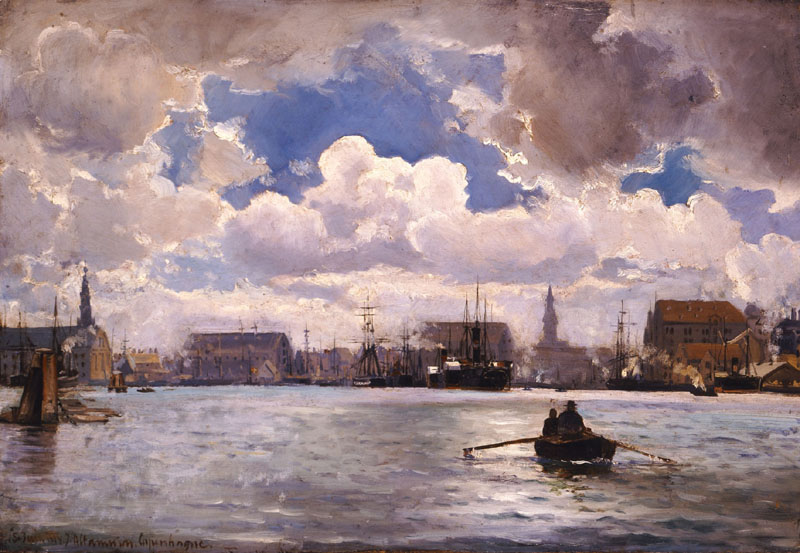
イオアニス・アルタモウラス コペンハーゲン港 (1874)
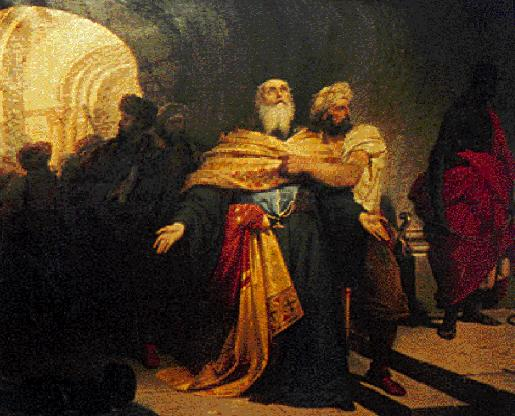
ニキフォロス・リトラス グリゴリオス5世の殺害 (19世紀)
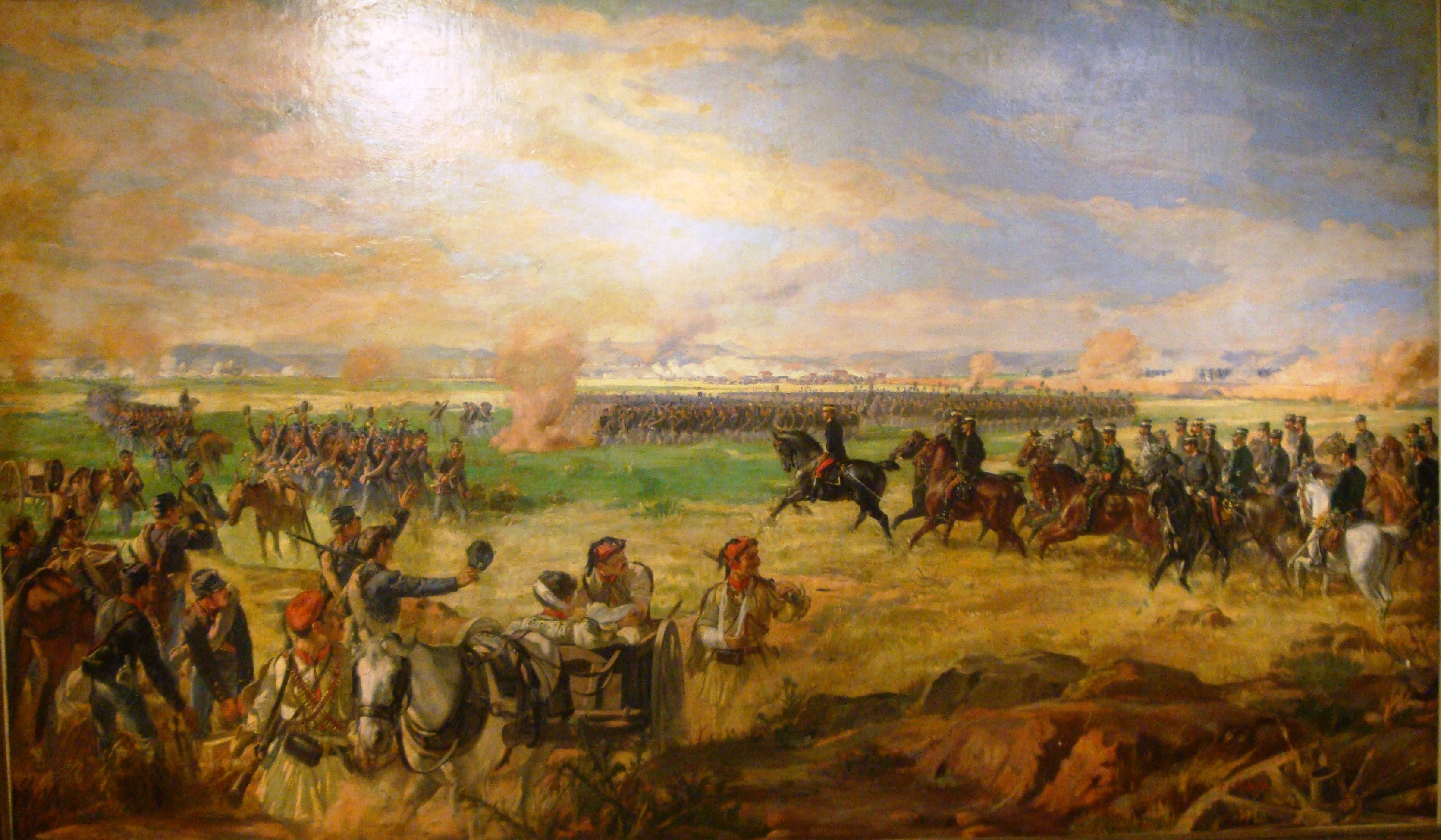
ゲオルギオス・ロイロス ファルサルスの戦い (1901)

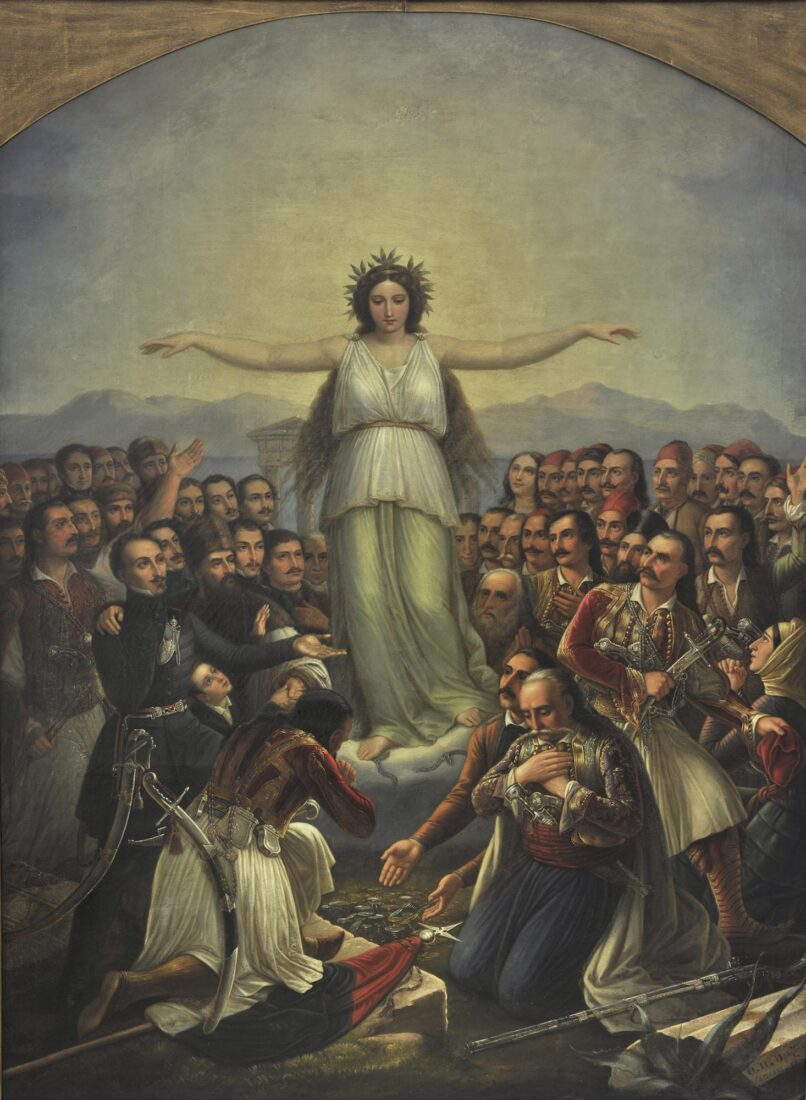
テオドロス・ヴリザキス 「栄光のギリシャ(ヘレス)」(1858)
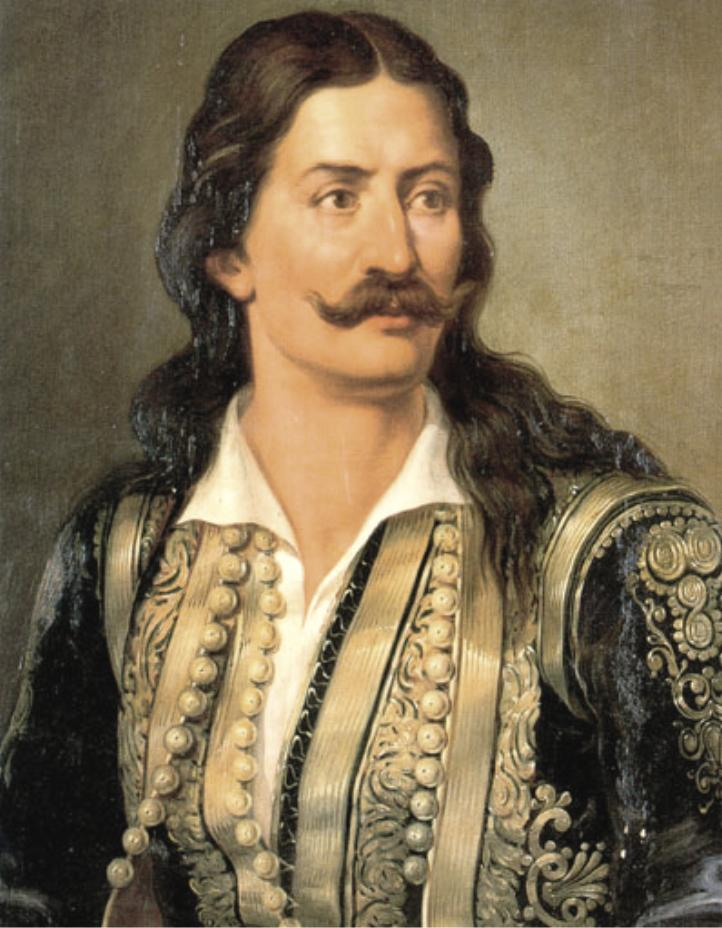
ディオニシオス・ツォコス 「アタナシオス・ディアコスの肖像」(1861)
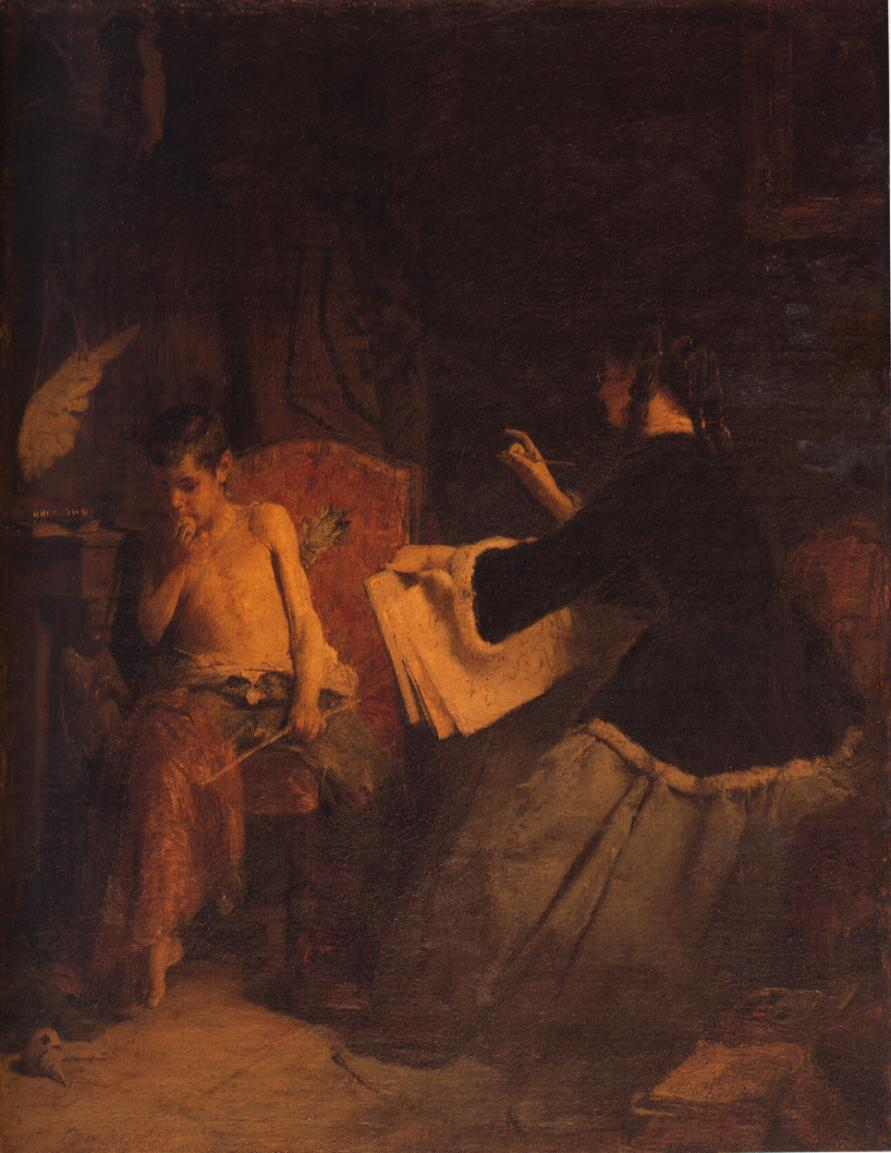
ニコラオス・ギジス Eros and the Painter. (1868)
ニコラオス・ギジス 少女像 (1883)
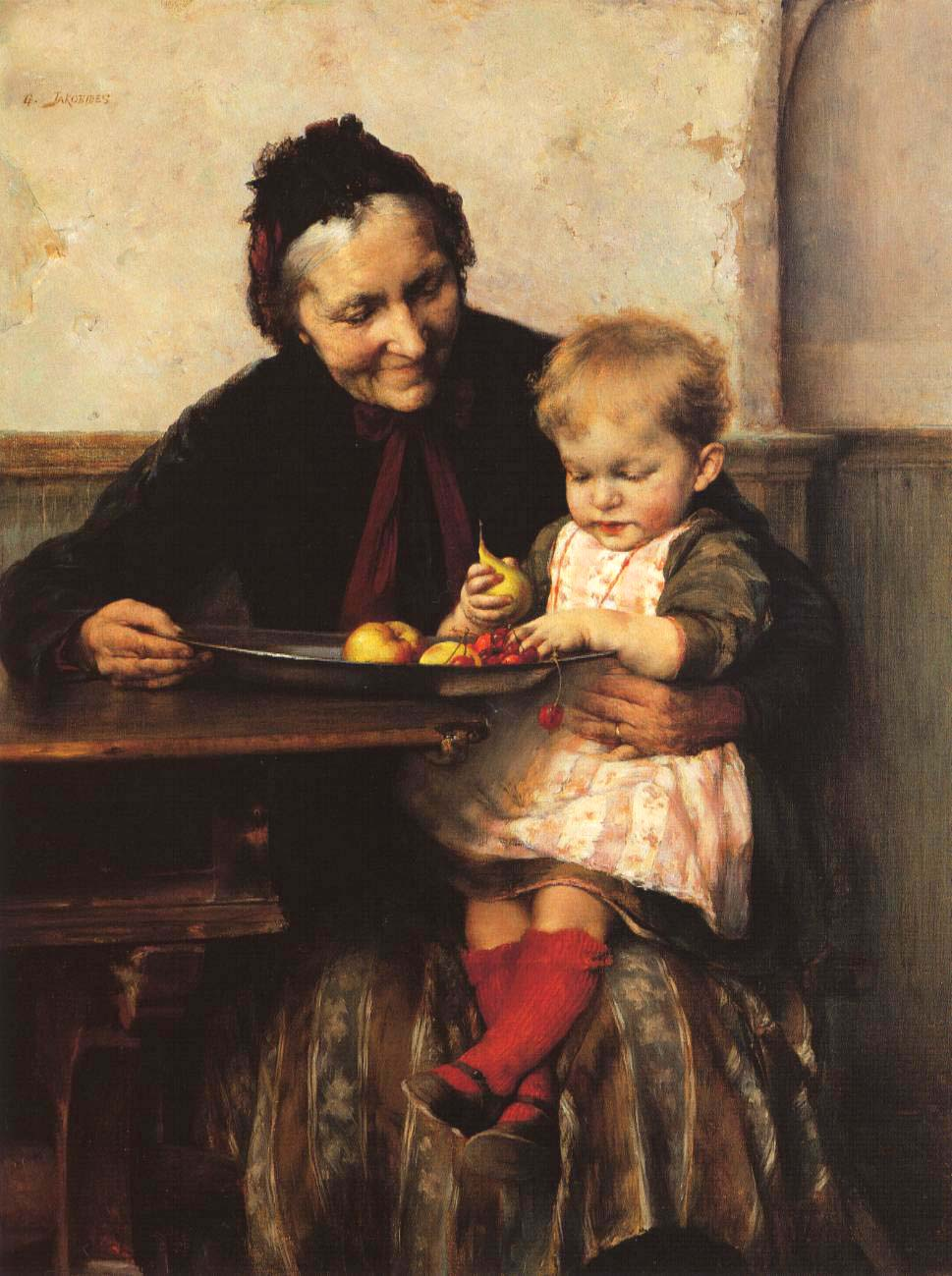
ゲオルギオス・ヤコビディス おばあさんの好きなもの (1883)
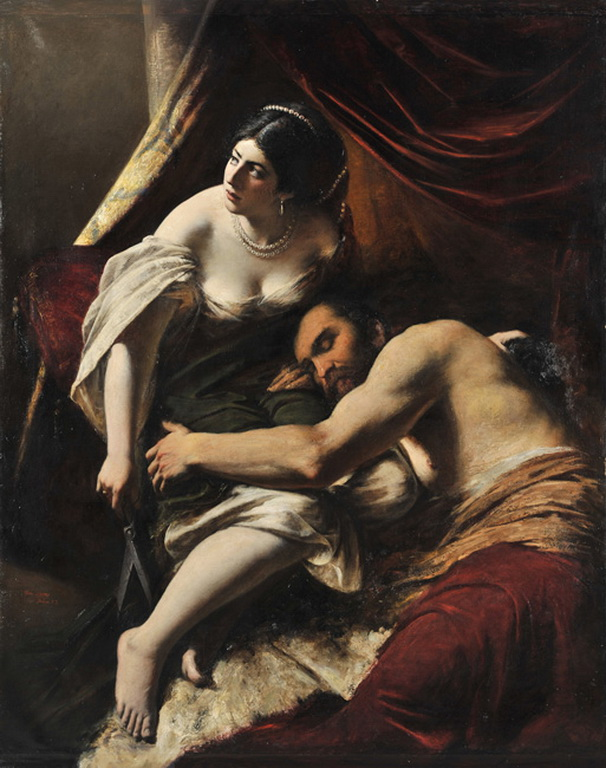
イオアニス・ドゥーカス 「サムソンとデリラ」 (1873)